# Remigia inconcisa
Remigia inconcisa är en fjärilsart som beskrevs av Walker 1865. Remigia inconcisa ingår i släktet Remigia och familjen nattflyn. Inga underarter finns listade.